# Третья ракета (повесть)

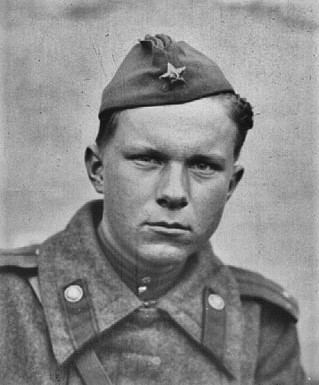
Советско-белорусский писатель Василь Быков, Румыния, 1944 г.

Третья ракета (бел. Трэцяя ракета) — повесть советского писателя Василя Быкова, опубликованная в 1962 году в журнале «Маладосць». За это произведение в 1964 году автор стал лауреатом Литературной премии Якуба Коласа.

## История создания
Василь Быков, прочитав несколько военных произведений Григория Бакланова, решил написать повесть «Третья ракета». Тем не менее он не успел его закончить весной, а летом его вызвали на военные сборы в Новогрудок. Даже в армии автор продолжал работать над книгой.

	
Видимо, ни один из них я не написал с такой навязчивой идеей, как «Третья ракета», сам не зная, по какому поводу. Иногда, как только наступал полдень и солдаты ложились спать по обычному распорядку, я бегал в тихий уголок солдатской курилки и писал карандашом в блокноте.
Оригинальный текст (бел.)Мабыць, ніводную я не пісаў з такой апантанасцю, як «Трэцюю ракету», сам не ведаю, з якой прычыны. Бывала, як толькі наставала пасляабеддзе і па звыклым распарадку дня вайскоўцы клаліся спаць, я бег у ціхманы куток салдацкай курылкі і пісаў — алаўком у сшытку
— Доўгая дарога дадому. 

## Сюжет
События произведения происходят в Румынии в 1944 г. во время Великой Отечественной войны. Немецкое наступление прорывает оборону. Советские войска отступили, и расчет 45-мм противотанкового орудия (шесть человек) оказался в окружении. В бой идут немецкие танки и пехота. Судьба свела в один передний окоп разных людей, которые противостоят наступлению вражеских войск. В сложной ситуации постоянной смертельной опасности раскрываются человеческие характеры… Один боец под предлогом пустячного ранения дезертирует: уходит с донесением и не возвращается. Остальные стоят насмерть. В конце боя в живых остается один солдат, но вражеская атака отбита. Название «Третья ракета» имеет смысл в том, что оставшийся в живых боец убивает из ракетницы последней третьей ракетой вернувшегося дезертира.

## Экранизация
В 1963 году «Беларусьфильм» снял фильм по повести «Третья ракета» режиссёра Ричарда Викторова. Это была первая экранизация произведения автора.